# Domenico Antonio Mele
Domenico Antonio Mele (* 16. Juli 1647 in Acquaviva delle Fonti; † nach 1700) war ein italienischer Dichter und Librettist.

## Leben
Mele war ein apulischer Intellektueller und führte mehrere seiner eigens geschriebenen Libretti bei vielen festlichen Anlässen der Herren von Apulien in den Gerichten des späten siebzehnten Jahrhunderts auf. Dies zeugt von einem „Theaterleben“ in Apulien, da oft andere Intellektuelle, wie Musiker, Maler und Dichter, aus anderen Städten, wie Rom, Neapel und Mailand, zu diesen Anlässen kamen. Er war Mitglied der Accademia dei Ravvivati von Acquaviva delle Fonti, der Accademia dei Pigri von Bari und der Accademia degli Spensierati von Rossano. Mele experimentierte mit vielen literarischen Genres, wie Prosa, Musiktheater, sakralem und profanem Theater, dem lyrischen Subjekt und religiöser Literatur von magischen und wissenschaftlichen Thema (Il Proteo ist ein Beispiel).

## Musiktheater bei den Fürsten De Mari

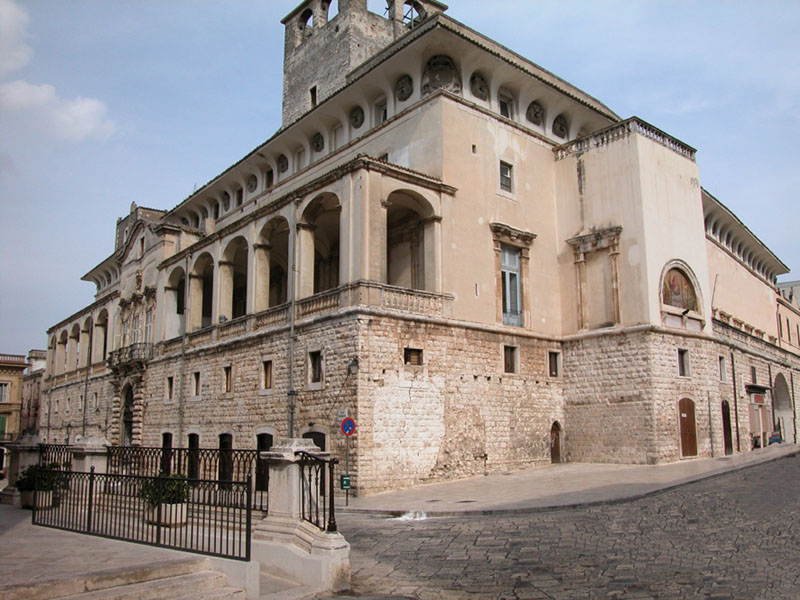
Eingang des Palazzo De Mari-Alberotanza

Im Jahre 1682 wurde er beauftragt, den Anti-Prolog Acquaviva laureata mit der Musik von Giovanni Cesare Netti, oftmaliger Organist der königlich-neapolitanischen Kapelle zu komponieren. Diesen inszenierte er erstmals am Theater Palazzo De Mari bei der Hochzeit von Giovanni Battista de Mari (ältester Sohn von Carlo und Geronima Doria, dem Fürstenpaar Acquaviva) und Laura Doria.

## Werke

### Dramen
- Acquaviva laureata
- La perdita di Nereo e Dori
- Le nozze di Alfeo con Aretusa
- Le metamorfosi delle stagioni
- Li svantaggi di Ippomene ed Atalanta
- Le nozze di Iocasta
- Il più bel fregio del cielo, ovvero il sacro abitino del Carmine

### Gedichte
- Il Proteo

### Intermezzi
- Le gare degli elementi
- La Sfinge
- Raspa raspa, Bu bu, Cu cu
- Il ballo della figlia di Erodiade
- L’ubriachezza di Loth